# Laguna Ventanilla
Ventanilla es un depósito natural de agua dulce situado en el distrito de Chacas, región Áncash, Perú.
Se localiza en la puna Tallán a 4300 m s. n. m. Es la laguna más grande de la provincia de Asunción. Con una coloración verdosa ubicada a inmediaciones del camino de herradura que comunica los pueblos de Chacas y Huari.